# Dot and Bubble
"Dot and Bubble" é o quinto episódio da 14.ª temporada da série de ficção científica britânica Doctor Who, lançado originalmente através do BBC iPlayer e Disney+ em 1º de junho de 2024. Foi escrito por Russell T Davies e dirigido por Dylan Holmes Williams.
No episódio, o Décimo quinto Doutor (Ncuti Gatwa) e sua acompanhante Ruby Sunday (Millie Gibson) tentam salvar o mundo fictício de Finetime de lesmas comedoras de humanos. Comunicando-se principalmente por uma interface virtual com Lindy Pepper-Bean (Callie Cooke), o Doutor luta para convencer os moradores de Finetime a aceitarem sua ajuda.
O episódio traz temas de racismo e se inspira na série antológica Black Mirror. Recebeu críticas mistas dos avaliadores.

## Enredo
Lindy Pepper-Bean é uma dos vários jovens ricos que vivem na cidade de Finetime, protegidos por perigosas florestas selvagens que as cercam. Eles vivem principalmente através de uma interface semelhante a uma mídia social na forma de uma bolha que encapsula suas cabeças, com o computador da cidade orientando seus movimentos. Ao ver vários de seus amigos desaparecidos, Lindy é interrompida pelo Doutor e Ruby aparecendo em sua bolha, alertando-a sobre um perigo extremo.
Lindy ignora o Doutor, mas Ruby a convence a desligar sua bolha para ver o mundo. Ao fazê-lo, ela vê criaturas gigantes parecidas com lesmas comendo os residentes. O Doutor e Ruby a instruem a chegar a um canal para aguardar o resgate de suas famílias de uma colônia diferente. No caminho, Lindy é auxiliada pessoalmente por outro residente, Ricky September, que descobre que a outra colônia já foi consumida. O Doutor percebe que o computador provavelmente ficou irritado com a população agindo de maneira infantil, lançou as lesmas na cidade e direcionou os moradores para morrerem em ordem alfabética.
Lindy se torna a próxima pessoa da lista para morrer, e quando ela e September são encurralados pelo computador, ela revela que o verdadeiro sobrenome dele é Coombes e o abandona para ser morto em seu lugar. Lindy se encontra com os poucos residentes restantes que conseguiram escapar e que planejam se arriscar nas florestas fora da cidade. O Doutor tenta convencê-los a irem embora com ele na TARDIS, mas os moradores se recusam devido à cor de sua pele.

## Produção

### Desenvolvimento
O episódio foi escrito pelo showrunner da série, Russell T Davies. Ele inicialmente conceituou a ideia em 2009, quando o showrunner da época, Steven Moffat, solicitou-o que retornasse ao programa após sua saída inicial e escrevesse um episódio para o Décimo primeiro Doutor (Matt Smith) e sua acompanhante Amy Pond (Karen Gillan). Davies finalmente apresentou o episódio a Moffat em abril de 2010 para a 6.ª temporada, mas foi descartado devido às restrições orçamentárias que a grande quantidade de efeitos visuais teriam exigido. Após um acordo de coprodução com a Disney que começou em 2023 e permitiu um orçamento maior, o episódio finalmente pôde ser produzido. Os títulos provisórios do episódio incluíam "irl" e "Monsters, Monsters Everywhere". O episódio apresentou temas subjacentes de racismo e elitismo, com a rejeição dos residentes de Finetime pelo Doutor na cena final amplamente interpretada como devido à sua raça.
Davies comparou o episódio a Black Mirror, mas com mais liberdade; Vários críticos também notaram as semelhanças de tom e premissa. Brennan Klein, do Screen Rant, comparou da premissa com os episódios "Fifteen Million Merits" (2011) e "Nosedive" (2016).

### Filmagens
O episódio foi dirigido por Dylan Holmes Williams e foi o segundo episódio da 14.ª temporada a ser produzido, embora a cena final tenha sido a primeira cena filmada por Ncuti Gatwa. Foi filmado no primeiro bloco de produção da temporada junto com o episódio anterior, "73 Yards". As filmagens ocorreram em dezembro de 2022 e janeiro de 2023; os locais incluíram a Barragem da Baía de Cardiff e o campus da Universidade de Swansea no País de Gales. Como o clima no set era imprevisível, Jack Forsyth-Noble filmou várias previsões meteorológicas fictícias para o episódio como Weatherman Will. A Millennium FX projetou as criaturas lesmas, que exigiram três pessoas para as operar durante as filmagens.

### Elenco
Semelhante ao episódio anterior, Ncuti Gatwa ainda estava filmando Sex Education quando o episódio começou a ser produzido, limitando sua disponibilidade, mas ele ainda teve uma presença maior do que em "73 Yards". Callie Cooke e Tom Rhys Harries apareceram no episódio como Lindy Pepper-Bean e Ricky September, respectivamente.. Semelhante a outros episódios da temporada, Susan Twist aparece como outra personagem aparentemente díspar, desta vez como Penny Pepper-Bean. O restante do elenco convidado incluiu Eilidh Loan, Aldous Ciokajlo Squire e Niamh Lynch, entre outros. Apenas atores brancos foram escalados para os papéis concidados devido ao tema de racismo do episódio; Davies não tinha certeza de quando ou se os espectadores perceberiam a falta de diversidade antes da cena final.

## Transmissão e recepção
| Críticas profissionais: | Críticas profissionais: |
| Avaliações da crítica   | Avaliações da crítica   |
| Fonte                   | Avaliação               |
| ----------------------- | ----------------------- |
| Digital Spy             | [ 25 ]                  |
| Evening Standard        | [ 26 ]                  |
| i                       | [ 27 ]                  |
| IGN                     | 5/10                    |
| Radio Times             | [ 29 ]                  |
| The Independent         | [ 30 ]                  |
| Total Film              | [ 19 ]                  |
| Vulture                 | [ 11 ]                  |

### Transmissão
"Dot and Bubble" foi lançado pela primeira vez no Reino Unido no BBC iPlayer em 1º de junho de 2024, seguido por uma transmissão na BBC One mais tarde no mesmo dia. O Disney+ também faz a transmissão simultânea do episódio fora do Reino Unido e da Irlanda.

### Recepção crítica
Escrevendo para a Total Film, Will Salmon comparou o aspecto virtual do episódio às produções de mídia durante a pandemia de COVID-19, bem como o aspecto distópico com outro episódio da série, "Gridlock" (2007). A atuação de Cooke foi elogiada devido à "vulnerabilidade" e "complexidade" de sua personagem. Stefan Mohamed, do Den of Geek, escreveu sobre comparações entre o episódio e Black Mirror além do enredo e disse que os dois também são semelhantes em seu design de produção. Autor de uma crítica para o The Independent, Ed Power descreveu o episódio como um crossover entre Black Mirror e um documentário de David Attenborough.
Escrevendo para o Digital Spy, Rebecca Cook achou que o episódio foi pior do que os dois anteriores, "73 Yards" e "Boom", criticando a escrita de Davies sobre os diálogos da geração Z. Cook disse que estava interessada em saber como seria o episódio antes da coprodução da Disney. Morgan Jeffery, revisando o episódio para a Radio Times, afirmou que ele "parece uma vítima de sua própria ambição", acreditando que tinha uma "abundância de ideias", mas "se estende demais" no processo. Jeffery, entretanto, também elogiou a atuação de Cooke; bem como o de Gatwa, apesar de seu tempo limitado em tela, e descreveu o episódio como "inegavelmente fascinante". O escritor da IGN Robert Anderson falou de forma semelhante sobre o episódio e acreditou que teria sido melhor se Gatwa e Gibson tivessem mais tempo em tela.
Stefan Mohamed também escreveu sobre o racismo subjacente que os personagens de "Dot and Bubble" expressaram, afirmando que era a parte mais importante do episódio, mas desejava que tais questões fossem levantadas por um roteirista não-branco no futuro. Isobel Lewis do The New York Times aprofundou este ponto explicando que um personagem se referiu à TARDIS como "Vudu", que foi usado como um insulto racial.